# Àpsines el Jove
Àpsines (en grec antic: Ἀψίνης, llatí: Apsines) fou un sofista de l'antiga Grècia, fill d'Onàsim i net d'Àpsines el Vell. Va viure entre el segle iii i el segle iv dC.
Només és conegut per la seva entrada a la Suda. D'altra banda, es podria tractar del personatge que Eunapi esmenta com a cap d'una escola filosòfica oposada a l'escola del retòric Julià de Cesarea.